# Air Sinai
Air Sinai (Arabisch: سيناء للطيران, Sīna' lil-Ṭayyarān) was een Egyptische luchtvaartmaatschappij met haar thuisbasis in Caïro. Zij voerde met vliegtuigen van EgyptAir in opdracht van EgyptAir de lijndienst uit van Caïro naar Tel Aviv en van Sharm el Sheik naar Tel Aviv.

## Geschiedenis
Air Sinaï is opgericht in 1982 door EgyptAir om vluchten naar Israël uit te voeren.

## Vloot
Air Sinaï gebruikte Boeing 737 vliegtuigen van EgyptAir.